# Den hedonistiske trædemølle
Den hedonistiske trædemølle (engelsk: hedonic treadmill) er en observeret tendens hos mennesker til hurtigt at vende tilbage til et relativt stabilt niveau af lykke på trods af store positive eller negative begivenheder eller ændringer i livet.
Ifølge teorien vil en person i takt med at vedkommende tjener flere penge også øge sine forventninger og ønsker, hvilket vil resultere i ikke at opnå nogen permanent tilføjelse i lykkefølelse. Philip Brickman og Donald T. Campbell opfandt begrebet i deres essay "Hedonic Relativism and Planning the Good Society" (1971). Den hedonistiske trædemølle omhandler således, at rigdom ikke fører til øget lykke.